# Danan
Cet article concerne la localité. Pour le district, voir Danan (woreda).
Danan (ou Denan, ; en somali : Dhanaan) est une ville de l'est de l'Éthiopie située dans la zone Shabelle de la région Somali. Peuplée de 6 135 habitants en 2007, elle est le chef-lieu du district de même nom.
Située vers 400 m d'altitude, Danan est sur la route entre Kebri Dahar et Gode, une centaine de kilomètres à l'est de Kebri Dahar et environ 70 km au nord de Gode,.
Le recensement national de 2007 y fait état de 6 135 habitants, elle est la seule agglomération recensée dans le district.